# Association professionnelle des employées de magasins
 (décembre 2021).
L’Association professionnelle des employées de magasins est fondée en 1906 d’abord sous le nom de l’Association professionnelle des demoiselles par Mlle Gervais une travailleuse du magasin Carsley à Montréal et change de nom en 1909 pour l'Association professionnelle des employées de magasins. L’association recrute des travailleuses des grands magasins de la région de Montréal.

## Les buts de l'association
L’association a comme but d’améliorer les conditions de travail des commis de magasin et de faire en sorte de développer leurs compétences pour qu’elles puissent également remplir leur rôle dans la société et la famille. Les conditions de travail des commis de magasin étaient souvent difficiles. Elles avaient de longs quarts de travail de 12h et elles devaient absolument être debout ce qui leur occasionnait souvent des problèmes vasculaires importants. En plus d’obtenir de faibles salaires, 40% des emplois proposés dans les commerces étaient à temps partiel, ce qui fait en sorte qu'en occupant ces emplois les travailleuses peuvent encore moins subvenir à leurs besoins de base. L’association a également comme but d’éduquer et former les travailleuses en lien avec leur emploi. Contrairement aux syndicats qui utilisent une approche de front pour changer les choses, l’association professionnelle utilise généralement des moyens plus pacifiques comme des campagnes de sensibilisation publique et le développement personnel de ses membres. Comme un bon nombre d’association professionnelle catholique au Québec au XXe siècle, elle vise à réduire les tensions entre les patrons et les employées. En effet, l’association vise surtout la bonne entente avec les patrons et non la confrontation.

## Le lien de l'Association professionnelle des employées de magasins avec la Fédération Nationale Saint-Jean-Baptiste
L’association est très liée à la Fédération Nationale Saint-Jean-Baptiste (FNSJB) puisque seulement un an après la fondation de l’association, elle se joint à la fédération. La fédération amplifie la parole des nombreuses associations qui la compose et offre une crédibilité à leurs revendications tout en laissant aux membres qui composent l’association une certaine autonomie. L’association doit tout de même suivre une certaine ligne directrice inspirée du catholicisme que prône la FNSJB c’est pourquoi elle a son propre conseiller spirituel catholique. Son affiliation à la FNSJB et le fait que la fédération soit très liée à la religion catholique pourrait expliquer pourquoi les revendications de l'association sont pacifiques et misent sur la collaboration entre les patrons et les employées pour améliorer la situation des commis. En effet, en 1929, l’Association professionnelle des employées de magasins se lie à un comité de patronnesse dirigé par Mme Albert Dupuis, la femme du propriétaire des magasins Dupuis et Frères et Mme Thérèse Casgrain.

## Les réalisations de l'association
Pendant son existence, l’association professionnelle des employées de magasins réussit à mettre en place plusieurs réalisations politiques et sociales. Sa première réalisation est la caisse de secours instaurée en 1908 pour les employées qui devaient prendre des congés de maladie. L’employée membre de l'association devait cependant fournir une preuve du médecin et de leur employeur pour avoir accès à cet argent. Cette caisse de secours est financée entre autres par les spectacles de la chorale de l’association. En 1909, l’association met en place des cours de diction et un an plus tard, ils ajoutent des cours d’hygiène, d’art culinaire, de couture et de la langue anglaise et française. Entre 1909 et 1922, c’est près de 500 cours qui ont été offerts aux membres de l’association. Par ailleurs, l’association fait également des mouvements de pressions pour augmenter la fréquence des visites d’inspections des conditions de travail dans les magasins. De plus, en 1912 l’association réussit à instaurer dans plusieurs magasins un règlement imposant des sièges pour les employées afin qu’elles puissent s’assoir et se reposer lors des moments moins achalandés. Malgré cette victoire, une enquête de 1927 montre que la loi des sièges de 1912 n’est pas respectée par les employeurs.
L'association organise des rassemblements comme celui du 11 octobre 1914 pour inaugurer les cours offerts aux employées. Lors de cette inauguration, les employeurs tout comme les membres de l'association sont invités à participer. Quelques conférences informatives sont également présentées lors de cette journée, dont l’une portant sur les techniques de vente.
En 1915, Madame Donat Brodeur donne une conférence sur La ligue D’acheteuses à l’une des réunions de l’association professionnelle des employées de magasins.Cette conférence est ensuite médiatisée dans les journaux, dont le journal La Patrie pour populariser les principes de La ligue D’acheteuses et inciter la création d’un pareil mouvement à Montréal. Le mouvement établit une charte de bonnes conditions de travail que devrait fournir une fabrique si elle veut être considérée comme un bon endroit à travailler où acheter. Le mouvement insiste aussi sur le fait qu’acheter est une action sociale et qui entraîne des répercussions sur les employées.
Lors du temps des fêtes de décembre 1917, dans le périodique de la FNSJB La bonne parole, l’association remercie le Montreal Local Council of Women qui distribue des circulaires pour inciter les femmes à faire leurs achats des fêtes à l'avance afin diminuer l’achalandage dans les magasins et de faciliter le travail des employées.
En 1937, l’association invite des conférenciers et conférencières chaque mois dans le but d’augmenter les connaissances de ses membres sur divers sujets. Les conférences portent sur le tourisme, l’art de vendre, les bénéfices d’être membres de l’association professionnelle des employées de magasins, l’histoire de la fédération et sur la paroisse.

## Le déclin de l'association
L’association connait un déclin vers les années 1920 qui se traduit par un plus petit nombre de membres. Entre 1918 et 1926, seulement un petit groupe de membres la maintient en vie. Plusieurs phénomènes expliquent ce déclin débutant dans les années 1920. Tout d’abord, le clergé réduit son appui à l’association professionnelle des employées de magasins pour plutôt supporter les syndicats catholiques. L’idéologie plus conservatrice et catholique de l’association est en conflit avec le mouvement féministe plus réformiste et progressiste de cette époque, ce qui a pu réduire la popularité de l'association. Pour donner un exemple de son évolution, en 1911 l’association compte 200 membres, alors qu'en 1929 et 1930 elle en compte que 59 . Après ce creux, l’association connait une légère remontée. Dans les années 1960, elle atteint 125 membres, mais disparait par la suite.